# Fall Guys
Fall Guys: Ultimate Knockout јест видео-игра из 2020. коју је развила британска компанија Mediatonic, а објавио Devolver Digital. Најављена је на изложби E3 у јуну 2019, а објављена 4. августа 2020. за PlayStation 4 и Microsoft Windows на Steam-у. Надахнута је јапанском телевизијском игром Замак Такеши из осамдесетих година 20. века.

## Спољашњевезе
- Званични веб-сајт